# Der Šenster Gob

Skupina Der Šenster Gob v roce 2021

Členové skupiny Der Šenster Gob v roce 2019 při koncertě v Troyes (Francie): Matěj Heinzl (klarinet), Martin Sochor (housle), Jan Vítů (kytara), Vojtěch Vasko (kontrabas).

Zelené obytné auto skupiny Der Šenster Gob

Původní sestava skupiny Der Šenster Gob, dnes pod názvem Urgob

Der Šenster Gob je pražská akustická hudební skupina zaměřující se na romskou, židovskou a další východoevropskou lidovou hudbu. Skupina propojuje širokou škálu stylů od starých klezmerových nápěvů po novější cigánské jazzové písně, v energických úpravách, avšak s respektem k tradicím. Der Šenster Gob od počátku své existence cestuje po celé Evropě, v roce 2024 měl na kontě přes 600 koncertů ve 26 státech.

## Historie
Skupina vznikla na podzim roku 2011 jako trio věnující se výhradně židovské hudbě. V roce 2013 prošla instrumentální, personální i repertoárovou proměnou. Skupinu od té doby tvoří čtyři hudebníci v nástrojovém obsazení housle, klarinet, kontrabas a kytara .
Významnou součástí historie i současnosti skupiny Der Šenster Gob je busking. První cesty skupiny po Evropě proběhly výhradně za účelem buskingu, v Praze se skupina zapojovala do iniciativ podporujících legalizaci pouličního umění.
Roku 2015 podnikla skupina expedici přes Balkán a Turecko do Gruzie, kde vystoupila v mnoha hudebních klubech s repertoárem upraveným speciálně pro tuto příležitost .
V roce 2017 skupina obnovila i původní sestavu, v níž fungovala do roku 2013. S touto klezmerovou sestavou vystupuje pouze zřídka a zejména v zahraničí. Jelikož název Der Šenster Gob již označuje čtyřčlenné a repertoárově rozmanitější těleso, dostalo se této původní sestavě přídomku Urgob.

Verze kapely se švýcarsko-americkou židovskou zpěvačkou Leou Kalisch v roce 2024

Od března 2023 koncertuje také ve speciální sestavě se švýcarskou židovskou zpěvačkou žijící v New Yorku Leou Kalisch, s níž v roce 2024 natočila album Shtetl Neshume. Hudební recenze k albu vyšly v časopisech Full Moon Magazine, Frontman, na Radiu Proglas, slovenském Rádiu_FM, v Deníku N, deníku Metro aj. Album se v roce 2024 umístilo tři měsíce po sobě v prestižním mezinárodním žebříčku World Music Charts Europe.
V roce 2024 se skupina stala výhercem ceny AMPLION ARGENTUM v Kategorii pouliční umění .
Píseň Bunos-Aires z alba Shtetl Neshume se stala součástí soundtracku k mezinárodnímu filmu Un Tango Para Rachel natočeného Leou Kalisch v Argentině v roce 2025. Film měl premiéru na vídeňském filmovém festivalu Vienna Jewish Film Festival .
Skupina živě vystoupila mimo jiné v britské televizi Channel 5, Českém rozhlase  a na Radiu Proglas .

## Diskografie
- Shtetl Neshume (2024, s židovskou zpěvačkou Leou Kalisch)
- Dža mange hop (2020)
- Zastávka Live (2016/2020)
- Koláče (2015)
- Live in Brno (2014)
- Der Šenster Gob + Dála (2013)
- Festilhouët (2012)
- Der Šenster Gob (2012)

## Současní členové
- Vojtěch Vasko (2011 – současnost) – kontrabas, zpěv (akordeon ve verzi Urgob)
- Jan Vítů (2011 – současnost) – kytara, zpěv (kontrabas ve verzi Urgob)
- Jiří Bauer (2011 – 2013; 2017 – současnost) – flétna, zpěv (ve verzi Urgob)
- Matěj Heinzl (2014 – současnost) – klarinet, saxofony, zpěv
- Martin Sochor (2018 – současnost) – housle, zpěv
- Lea Kalisch (2023 – současnost) – zpěv (ve verzi Lea Kalisch & Der Šenster Gob)

## Bývalí členové
- Dalibor Zíta (2013) – akordeon, zpěv
- Aranka Hrušková (2013) – klarinet
- Bogdan Skibinsky (2013 – 2014) – klarinet, ukrajinská flétna
- Anežka Konečná (2013 – 2017) – housle, zpěv
- Ludvík Jacek (2015) – housle, zpěv
- Juraj Stieranka (2017 – 2019) – housle, zpěv